# قوام‌الدوله دیلمی
شیردل (شیرذیل) دیلمی ملقب به قوام‌الدوله و مُکَنّیٰ به ابوالفوارس، ششمین فرمانروای آل بویهٔ کرمان بود. وی سومین پسر بهاءالدوله و نوهٔ عضدالدوله دیلمی بود. وی توسط برادرش، سلطان‌الدوله، به فرمان‌روایی کرمان گماشته شد. بر اساس گزارش ابن خلدون، قوام‌الدوله ادعای استقلال کرد، اما در منازعات با سلطان‌الدوله شکست خورد و به سیستان رفت و از محمود غزنوی یاری خواست. محمود غزنوی، ابوالفوارس را با سپاهی از خواص رهسپار کرمان کرد و این سپاه نیز بار دیگر از سپاه سلطان‌الدوله شکست خورد. این بار قوام‌الدوله به همدان رفت و پس از مکاتباتی طولانی که با سلطان‌الدوله داشت، وی دوباره از سوی سلطان‌الدوله خلعت فرمانروایی کرمان گرفت و قوام‌الدوله باردیگر فرمانروای کرمان شد. پس مرگ قوام‌الدوله در سال ۴۱۹ هـ. ق، برادرزاده‌اش، ابوکالیجار، کرمان را تصرف کرد.
اما به روایت ابن اثیر، ادعای جانشینی قوام‌الدوله در دوران برادرش، سلطان‌الدوله، مطرح نشده بود، بلکه بعد از مرگ سلطان‌الدوله بود که قوام‌الدوله ادعای جانشینی کرد.
پس از مرگ سلطان‌الدوله در سال ۴۱۵ ه. ق در شیراز، ترکان سپاه طرفدار ابوالفوارس قوام‌الدوله بودند. آنان از او خواستند که به شیراز بیاید و ابوالفوارس زودتراز ابوکالیجار، پسر سلطان‌الدوله، به شیراز رسید. در نتیجه جنگی میان این دو درگرفت که ابوالفوارس شکست خورد و ابوکالیجار فارس را بدست آورد. سپاهیان ابواکالیجارْ دیلمیانِ شیراز را اذیت کردند. جمعی از دیلمیان فسا، که زیر نظر ابوالفوارس بودند، می‌خواستند به ابوکالیجار بپیوندند که دیلمیان شیراز خبردار شدند. دیلمیان شیراز از دیلمیان فسا خواستند که از فرمان ابوالفوارس خارج نشوند. در همین زمان سپاه ابوکالیجار از او طلب مزد کردند؛ چون او پول زیادی نداشت بر ضد او شوریدند. دیلمیان شیراز هم با آنان همراه شدند. در نتیجه ابوکالیجار در شیراز نماند و به نوبندجان رفت و از آنجا به شعب بوان (بوانات) رفت و ابوالفوارس به شیراز آمد و در پی ابوکالیجار، برای جنگ به شعب بوان حرکت کرد. در نهایتْ منازعه به صلح انجامید و در نتیجه کرمان و فارس به ابوالفوارس رسید و خوزستان به ابوالکالیجار.
پس از چندی، دوباره میان دو طرف اختلاف پدید آمد. در نتیجه ی نبرد، ابوالفوارس شکست خورد و به دارابگرد گریخت و سپاهی هزار نفری جمع کرد. در شهر بیضا و اصطخر میان دوطرف جنگی رخ داد که باز ابوالفوارس شکست خورد. این‌بار او به کرمان گریخت و ابوکالیجار در فارس باقی ماند.